# Vaccinium sumatranum
Vaccinium sumatranum är en ljungväxtart som beskrevs av William Jack. Vaccinium sumatranum ingår i Blåbärssläktet, och familjen ljungväxter. Inga underarter finns listade i Catalogue of Life.